# ゼロマンション
ゼロマンション （ゼロマンション）
は、イトーカンパニーに所属している俳優たちにより立ち上げられた、日本の劇団である。
劇団名は弓削智久氏の考案。
2012年7月旗揚げ。

## 沿革
- 2012年7月旗揚げ。

## メンバー
- 岡本光太郎
- 弓削智久
- 落合モトキ
- 岸田タツヤ
- 白水萌生
- 辻本優人
- 小川慧
- 関野翔太
- 山崎大輝
- 樋口裕太
- 育乃介
- 勇人
- 折居志信
- 錦織聡
- 中村祐志
- 天野哲也

## 「ゼロマンション」としての公演
- 龍馬がいっぱい（2012年7月11日 - 14日、笹塚ファクトリー）[2]
- ふらちな侍（2013年5月23日 - 26日、シアターサンモール）[3]
- 番外公演 ノット・ヒーロー（2013年12月4日 - 8日、下北沢Geki地下Liberty）[4]
- テングメン（2014年8月6日 - 10日、笹塚ファクトリー）[5]